# NGC 197
NGC 197 ist eine Balken-Spiralgalaxie vom Hubble-Typ SBbc im Sternbild Walfisch am Himmelsäquator, die schätzungsweise 188 Millionen Lichtjahre von der Milchstraße entfernt ist. Gemeinsam mit NGC 192, NGC 196 und NGC 201 bildet sie die Hickson-Kompaktgruppe HCG 7.
Das Objekt wurde am 16. Oktober 1863 von dem deutschen Astronomen Albert Marth entdeckt.